# Microrregión de Marabá
La microrregión de Marabá es una de las microrregiones del estado brasileño del Pará perteneciente a la mesorregión del Sudeste Paraense. Su población fue estimada en 2006 por el IBGE en 259.514 habitantes y está dividida en cinco municipios. Posee un área total de 19.936,305 km².

## Municipios
- Brejo Grande do Araguaia
- Marabá
- Palestina do Pará
- São Domingos do Araguaia
- São João do Araguaia

- Datos: Q1926510